# Caldeirão Grande
Caldeirão Grande é um município brasileiro do estado da Bahia.

### História da Cidade
No início do século XVIII, com o crescimento das minas de ouro de Jacobina e Rio de Contas, a Coroa Portuguesa determinou a abertura de uma estrada que ligasse as duas regiões de exploração aurífera. Esta estrada, chamada de “Estrada Real”, cortava as terras hoje pertencentes ao município de Seabra. Muitos portugueses foram atraídos pelo brilho do ouro, mas desiludidos com as exigências do Império vinculadas ao ouro, ali se fixaram, dedicando-se à agricultura e pecuária.
A partir de um aglomerado de casas de palha, nasceu a Freguesia de Nossa Senhora da Conceição do Campestre. Mais tarde, com o nome Campestre, foi a primeira sede do município, que pertencia na época ao município de Nossa Senhora do Livramento do Rio de Contas e posteriormente a Lençóis. Elevada à vila, por influência de Heliodoro de Paula Ribeiro, de grande prestígio no sertão, com o nome de Vila Agrícola de Campestre, emancipou-se no dia 14 de maio de 1889, desmembrada de Lençóis pela Lei nº 2652, sendo esta vila a sede do município, instalado em 14/12/1889. Em 1922, através da Lei Estadual nº 1126-A de 27 de agosto de 1915 (recebeu o nome de “Doutor Seabra”, em homenagem ao Governador José Joaquim Seabra), mudou-se a sede do município de Campestre para o povoado Cochó do Pega. Em 1931 seu nome foi simplificado para Seabra.
No passado, Seabra estava inserida, no conjunto da sub-região denominada de Lavras Diamantinas com Andaraí, Mucugê, Lençóis e Palmeiras, mesmo não apresentando no seu solo a formação e riqueza diamantífera das outras Municipalidades. Seabra voltava-se para a produção agrícola, que lhe valeu a denominação, entre as décadas de 1940 a 1960 de “Celeiro das Lavras Diamantinas” por suprir as feiras livres das outras cidades lavristas com produtos de primeira necessidade como feijão, frutas e verduras diversas.
Com a crise diamantífera, Seabra tomou forte impulso, principalmente no comércio, abastecendo alguns centros comerciais mineiros, com o fumo de corda saído do distrito de Baraúnas e da cachaça fabricada no Distrito de Várzea do Caldas, e a capital do Estado recebia uma quantidade significativa de milho e feijão. Seabra também foi palco de um dos mais importantes movimentos sociais do estado da Bahia, o Coronelismo. Este teve no município uma grande dimensão e foi responsável pela projeção não só de Seabra como também de Campestre nos âmbitos estadual e nacional.
Seabra é atualmente uma das cidades mais populosas da Chapada Diamantina sendo dotada de uma infra-estrutura mínima de hotelaria que abriga tanto os comerciantes da região como o excedente turístico derivado dos Municípios de Lençóis, Palmeiras e Corinthians.
Seabra é considerada a Capital da Chapada Diamantina, por sediar os mais diversos órgãos federais e estaduais, clínicas médicas e possuir o mais expressivo comércio da região. A cidade é favorecida por sua localização geográfica e pelas rodovias de acesso. Seabra possui ainda um Campus da Universidade do Estado da Bahia (UNEB) e um Campus do Instituto Federal da Bahia (IFBA).